# Fábián József (református lelkész)
Fábián József (Alsóörs, 1762. február 19. – Tótvázsony, 1825. január 29.) református lelkész, veszprémi esperes, a természettudomány népszerűsítője.

## Élete
Nemesi családból származott. 1779. április 23-ától teológiát hallgatott a Debreceni Református Kollégiumban. Tanulmányai elvégzése után algimnáziumi tanító, majd 1789. szeptember 19-étől főiskolai segédtanár lett. Megtakarított pénzével 1791-ben külföldre ment további ismereteket szerezni, két évet tanult a genfi és a berni egyetemeken. 1793-ban hazatért, egy rövid ideig a nagyszokolyi egyházközösségben hivatali munkákat végzett, később a vörösberényi, majd a tótvázsonyi gyülekezet lelkésze volt. A veszprémi református egyházmegye 1800-ban tanácsbírójául, 1805-ben espereséül választotta.
Lelkészként gondoskodott a gyülekezet építéséről, az egyházi épületek karbantartásáról. Az iskolák számára tankönyvet állított össze. Érdekelte a természettudomány; a vörösberényi lelkészi lakban tudományos szertárat rendezett be különböző fizikai és kémiai eszközökkel, laterna magicával, Cartesius-búvárral, és egy villamos géppel. Ez utóbbi Magyarországon ritkaságnak számított akkoriban. Lelkes ismeretterjesztő volt; minden alkalmat megragadott, hogy népszerűsítse a tudományt és az egészséges életmódot; tudományos könyveket írt, olvasókört szervezett, szorgalmazta a védőoltásokat.

## Munkái
- Természetihistoria a' gyermekeknek. Veszprém, 1799. (Georg Christian Raff művének fordítása és átdolgozása)
- Természeti tudomány a' köznépnek. Veszprém, 1803.
- A' boroknak termesztésekről, készítésekről és eltartásokról való értekezés. Veszprém, 1805. (Jean-Antoine Chaptal művének fordítása)
- Visgálódó és oktató értekezés a' szőlő-mívelésről. Veszprém, 1813–1814. (Chaptal, Rozier, Parmentier, Dussieux művének fordítása)
- De re rustica (A mezei gazdaságról). Pest, 1819. (Lucius Junius Moderatus Columella művének fordítása) Első darab Második darab
- Étek-eltartás mestersége. Pest, 1833. (Nicolas Appert művének fordítása)

Szerkesztette és kiadta a Prédikátori Tárházat, az első magyar nyelvű protestáns folyóiratot (Veszprém, Vác, 1805–1808) és ennek folytatását, a Lelki Pásztori Tárházat (Pest, 1818.) II. kötet.